# River Ellen
Der River Ellen ist ein Fluss in Cumbria, England. Der River Ellen entsteht am Westhang von Great Sca Fell und Little Sca Fell in den Uldale Fells im Lake-District-Nationalpark. Der Fluss fließt zunächst in nördlicher Richtung, bis er südlich der Ortschaft Boltongate eine generell westliche Richtung einschlägt, die er bis zu seiner Mündung in den Solway Firth in Maryport beibehält.
Im Fluss leben Forellen und Lachse, die mit entsprechender Genehmigung geangelt werden können.